# SN 2007sc
SN 2007sc – supernowa typu Ia odkryta 11 listopada 2007 roku w galaktyce A021511+0032. W momencie odkrycia miała maksymalną jasność 22,10m.